# 1-й лыжный полк
1-й лыжный полк (нем. Skijäger-Regiment 1) — немецкий полк лыжных войск, воевавший во Второй мировой войне в составе 1-й лыжной дивизии вермахта.

## Образование
Полк образован в сентябре 1943 года в составе группы армий «Центр» на основе 2-го, 4-го, 7-го, 9-го и 11-го лёгких пехотных (егерских) батальонов, личный состав которых также был распределён во 2-й лыжный полк. Находился в составе 1-й лыжной бригады, которая была 2 июня 1944 года преобразована в 1-ю лыжную дивизию.

## Структура
- Штаб
- 1-й лыжный батальон
  - 1-я лыжная рота
  - 2-я лыжная рота
  - 3-я лыжная рота
  - 4-я пулемётная рота
- 2-й лыжный батальон
  - 5-я лыжная рота
  - 6-я лыжная рота
  - 7-я лыжная рота
  - 8-я пулемётная рота
- 3-й лыжный батальон
  - 9-я лыжная рота
  - 10-я лыжная рота
  - 11-я лыжная рота
  - 12-я пулемётная рота
- 13-я рота пехотных орудий
- 14-я противотанковая рота

## Командиры
- Полковник Бруно Вайлер (15 ноября 1943 — 8 мая 1945)

## Награждённые орденами

### Рыцарский Крест Железного креста
- Вилли Фикендей, 17.09.1944 — обер-ефрейтор, командир отделения 7-й роты
- Герберт Гладевиц, 20.10.1944 — лейтенант резерва, командир 7-й роты
- Вилли Шюльке, 28.10.1944 — обер-лейтенант, командир 3-го батальона
- Ксавер Вист, 26.11.1944 — обер-егерь, командир отделения 3-й роты
- Бруно Вайлер, 09.05.1945 — полковник, командир полка (награждение не подтверждено)

### Рыцарский Крест Железного креста с Дубовыми листьями
- Вилли Шюльке (№ 740), 16.02.1945 — капитан, командир 3-го батальона